# Glaphyrus laufferi
Glaphyrus laufferi es una especie de coleóptero de la familia Glaphyridae.

## Distribución geográfica
Habita en  el Paleártico.